# 지선 씨네마인드

지선 씨네마인드는 SBS TV에서 방송되는 무비 파일링 토크쇼 전문 교양 프로그램이다.

## 기획의도
범죄심리학자 눈에 비친 영화 속 세상과 사람은 어떤 모습일까? 영화에 등장하는 인물, 사건을 범죄심리학적으로 분석하고 현실로 확장해보는 시간! 한국 최초 무비 프로파일링 토크쇼.

## 진행자
- 박지선
- 장도연